# Arop-Lokep jezik
Arop-lokep jezik (iz arop-lukep u novi naziv arop-lokep promjena je izvršena 14. siječnja 2008.; isto i lukep, moromiranga, siasi, siassi, tolokiwa; ISO 639-3: apr), jedan od tri korap jezika, šire skupine sjevernonovogvinejskih jezika, kojim govori preko 3.000 ljudi na otocima u prolazu Vitiaz Strait u Papui Novoj Gvineji.
Postoje dva dijalekata, to su arop ili poono na otocima Long i Crown Island i lokep (lukep, ili lokewe) na otoku Tolokiwa i sjeverozapadu otoka Umboi.
Govornici koriste i jezik Tok pisin; pismo: latinica.

## Vanjske poveznice
- Ethnologue (14th)
- Ethnologue (15th)